# そうか、もう君はいないのか
『そうか、もう君はいないのか』（そうか、もうきみはいないのか）は、城山三郎の遺稿を編集したエッセイ。妻の容子との結婚後、2000年2月24日の別れまでの日々について記されている。2008年、新潮社刊。
2009年には、TBS系列でテレビドラマ化された。

## 内容
2007年3月22日、著者の城山三郎没後に、次女の井上紀子と新潮社編集部の手で、遺されたメモや原稿を再編集して出版したもの。それらの遺稿には、「ё」という印しが付されていた。「ё」は、ロシア語で「ヨウ」と読み、妻の容子に関する原稿類である事を表していた。（あとがき「父が遺してくれたもの」（井上紀子）による）

## テレビドラマ
2009年1月12日の21:00 - 23:04（JST）に、『月曜ゴールデン』の特別企画として、TBS系列で放送された。視聴率12.0%。
同年6月11日（日本時間12日）、モナコの第49回モンテカルロ・テレビ祭において、主演の田村正和が、テレビフィルム部門の最優秀男優賞を受賞した（日本の民放作品としては初の受賞）。

### キャスト
- 城山三郎（杉浦英一） - 田村正和、中村勘太郎
- 杉浦容子 - 富司純子、長澤まさみ
- 杉浦有一 - 田中哲司
- 井上紀子 - 檀れい
- 杉浦政之亟（三郎の父） - 林隆三
- 井上裕子 - 福田麻由子
- 武田芳江 - キムラ緑子
- 酒井麻里子 - 西尾まり
- 真田 - 皆川猿時
- 井上 - 神尾佑
- 武田 - 橋爪功
- 中根徹、奥田達士、梅沢昌代、春海四方 ほか

### スタッフ
- 参考文献：井上紀子「父でもなく、城山三郎でもなく」「城山三郎が娘に語った戦争」
- 脚本:山元清多
- プロデューサー:八木康夫
- 演出:土井裕泰
- 製作:TBS、BS-i

## 書誌情報
- 城山三郎『そうか、もう君はいないのか』新潮社、2008年1月。ISBN 978-4-10-310817-7。 - 初出『小説新潮』2008年1月号。
  - 城山三郎『そうか、もう君はいないのか』新潮社〈新潮文庫〉、2010年7月。ISBN 978-4101133348。